# American Hi-Fi
American Hi-Fi — американская поп-панк-группа из Лос-Анджелеса, Калифорния, образовавшаяся в Бостоне, Массачусетс. Группа состоит из вокалиста Стэйси Джонса, гитариста Джейми Арентзена, басиста Дрю Парсонса и барабанщика Брайана Нолана. До образования группы, Стэйси Джонс был хорошо известен как барабанщик в успешных альтернативных рок-групп Veruca Salt и Letters to Cleo. Группа имеет смешанный музыкальный стиль, который включает в себя поп-панк, альтернативный рок и пауэр-поп.

## Участники группы
Нынешнее участники
- Стэйси Джонс (Stacy Jones) — ведущий вокал, ритм-гитара, ударные (1998-настоящее время)
- Джейми Арентзен (Jamie Arentzen) — ведущая гитара (1998-настоящее время)
- Дрю Парсонс (Drew Parsons) — бас-гитара, вокал (1998-настоящее время)
- Брайан Нолан (Brian Nolan) — ударные, перкуссия (1998—2004, 2007-настоящее время)

Бывшие участники
- Джейсон Саттер (Jason Sutter) — ударные, перкуссия (2004—2007)

## Дискография

### Студийные альбомы
| Год                                                            | Подробнее об альбоме                                                             | Высшая позиция в чарте | Высшая позиция в чарте | Высшая позиция в чарте |
| Год                                                            | Подробнее об альбоме                                                             | US                     | FRA                    | UK                     |
| -------------------------------------------------------------- | -------------------------------------------------------------------------------- | ---------------------- | ---------------------- | ---------------------- |
| 2001                                                           | American Hi-Fi - Дата выхода: 27 февраля 2001 - Лейбл: Island Records            | 81                     | —                      | 83                     |
| 2003                                                           | The Art of Losing - Дата выхода: 25 февраля 2003 - Лейбл: Island Def Jam Records | 80                     | 135                    | 117                    |
| 2005                                                           | Hearts on Parade - Дата выхода: 12 апреля 2005 - Лейбл: Maverick Records         | 129                    | —                      | —                      |
| 2010                                                           | Fight the Frequency - Дата выхода: 17 августа 2010 - Лейбл: RED Distribution     | —                      | —                      | —                      |
| «—» обозначает, что альбом не попал в чарты или не занял место |                                                                                  |                        |                        |                        |

### Концертные альбомы
| Год  | Подробнее об альбоме                                                                       |
| ---- | ------------------------------------------------------------------------------------------ |
| 2002 | Rock N' Roll Noodle Shop: Live From Tokyo - Дата выхода: 11 апреля 2002 - Лейбл: Universal |
| 2005 | Live in Milwaukee - Дата выхода: 4 апреля 2005 - Лейбл: Maverick                           |

### Синглы
| Год                                                            | Песня                     | Высшая позиция в чарте | Высшая позиция в чарте | Высшая позиция в чарте | Высшая позиция в чарте | Высшая позиция в чарте | Высшая позиция в чарте | Высшая позиция в чарте | Альбом              |
| Год                                                            | Песня                     | US                     | US Alt.                | US Adult               | AUS                    | NLD                    | NZL                    | UK                     | Альбом              |
| -------------------------------------------------------------- | ------------------------- | ---------------------- | ---------------------- | ---------------------- | ---------------------- | ---------------------- | ---------------------- | ---------------------- | ------------------- |
| 2001                                                           | «Flavor of the Weak»      | 41                     | 5                      | 35                     | 64                     | 93                     | 46                     | 31                     | American Hi-Fi      |
| 2001                                                           | «Another Perfect Day»     | —                      | 33                     | —                      | —                      | —                      | —                      | —                      | American Hi-Fi      |
| 2003                                                           | «The Art of Losing»       | —                      | 33                     | —                      | —                      | —                      | —                      | 75                     | The Art of Losing   |
| 2003                                                           | «The Breakup Song»        | —                      | —                      | —                      | —                      | —                      | —                      | —                      | The Art of Losing   |
| 2004                                                           | «The Geeks Get the Girls» | —                      | —                      | —                      | —                      | —                      | —                      | —                      | Hearts on Parade    |
| 2005                                                           | «Hell Yeah!»              | —                      | —                      | —                      | —                      | —                      | —                      | —                      | Hearts on Parade    |
| 2006                                                           | «The Rescue»              | —                      | —                      | —                      | —                      | —                      | —                      | —                      | Sound of Superman   |
| 2010                                                           | «Lost»                    | —                      | —                      | —                      | —                      | —                      | —                      | —                      | Fight the Frequency |
| «—» обозначает, что альбом не попал в чарты или не занял место |                           |                        |                        |                        |                        |                        |                        |                        |                     |

### Треки, не вошедшие в альбомы
- «Black Satellite» — bonus track on the Japanese and UK version of American Hi-Fi.
- «Still Sideways» — bonus track on the Japanese version of American Hi-Fi.
- «Vertigo» — featured on the American Pie 2 soundtrack
- «When the Breeders Were Big» — bonus track on the Japanese version of The Art of Losing
- «Message in a Bottle» — featured on the Rugrats Go Wild soundtrack.
- «Deceiver» — on the Australian single for The Art of Losing
- «My Soul To Lose» and «Victory Song» — featured on a Hearts On Parade EP, given during the Butch Walker vs. AHF tour (July 2004)
- «Dead on the Inside» and «We’re Gonna Find a Way» — demos from a free EP given out with preorders of Hearts on Parade.
- «The Rescue» — featured on the Sound of Superman album
- «Transformers Theme» — Not in film; single available on Yahoo Music Unlimited (3 July 2007)
- «Art of Losing (Clean Radio Version)» — featured on the «Freaky Friday» soundtrack. The line «fuck you» is replaced with «1, 2» and the line «Can’t you see, it’s killing me, I’m my own worst enemy» was altered with the «it’s killing me» section silenced.